# روزی در چنای
روزی در چنای (به انگلیسی: A day in Chennai) فیلمی هندی محصول سال ۲۰۱۳ و به کارگردانی شاهید کادار است. در این فیلم بازیگرانی همچون آر.ساراتکومار، پراکاش راج، چران، پراسانا، رادیکا ساراتکومار، پارواتی، انایا، سوریا و سنها ایفای نقش کرده‌اند.
این فیلم بر پایه فیلم ترافیک ساخته شده‌است.